# GnuTLS
GnuTLS, GNU Transport Layer Security Library, är en fri mjukvaru-implementation av SSL- och TLS-protokollen. Syftet är att förse andra program med ett API för att möjliggöra säker kommunikation för andra protokoll över nätverk. GnuTLS stödjer TLS 1.0, TLS 1.1 och SSL 3.0 och är licensierad under LGPL (vissa delar under GPL).
GnuTLS används idag i programvaror som GNOME, Centericq, Exim, Mutt, Slrn, Lynx, och CUPS.